# قائمة الحوادث الإرهابية في يناير 2018
هذه قائمة ببعض الحوادث الإرهابية أو الإرهابية المزعومة أو المشتبه فيها التي وقعت في يناير 2018 ، بما في ذلك الحوادث التي قامت بها جهات فاعلة عنيفة من غير الدول لدوافع سياسية أو دينية أو أيديولوجية.

## المبادئ التوجيهية
- يتم اختيار أنواع الأحداث من صفحة التكتيكات الخاصة بالإرهاب.
- الأرقام المتعلقة بالإصابات في هذه القائمة هي مجموع الإصابات الناجمة عن الحادث، بما في ذلك الإصابات المباشرة والإصابات في وقت لاحق (مثل الأشخاص الذين توفوا متأثرين بجراحهم بعد فترة طويلة من وقوع الهجمات).
- الضحايا مدرجين في القائمة. وترد أسماء الضحايا بشكل منفصل في القائمة (مثلا x (+y) وتشير إلى أن (x) الضحايا و (y) الجناة قتلوا / جرحوا).
- يمكن التقليل من شأن المجاميع المتعلقة بالإصابات أو عدم توافرها بسبب الافتقار إلى المعلومات. يشير الرقم الذي له علامة زائد (+) إلى أنه على الأقل قد توفي العديد من الأشخاص (على سبيل المثال 10 + تشير إلى وفاة ما لا يقل عن 10 أشخاص)-العدد الفعلي للقتلى قد يكون أعلى بكثير. قد يشير الرقم الذي له علامة زائد (+) أيضا إلى أنه قد تم اكتشاف وجود ضحايا في هذا العدد من الأشخاص.
- إذا كانت أرقام الإصابات هي 20 أو أكثر، فسيتم عرض ها بالخط العريض. وبالإضافة إلى ذلك، سيتم أيضا إبراز أرقام عن الخسائر البشرية التي يزيد عددها على 50 شخص.
- تقتصر الحوادث على واحد لكل موقع في اليوم. في حالة حدوث هجمات متعددة في نفس المكان في نفس اليوم، سيتم دمجهم في حدث عرضي واحد.
- بالإضافة إلى المبادئ التوجيهية الواردة أعلاه، يتضمن الجدول أيضا الفئات التالية :

لقى 0 اشخاص مصرعهم أو اصيبوا في الحادث.
ما بين 1 و 19 شخصا قتلوا أو أصيبوا بسبب الحادث.
لقى ما يتراوح بين 20 و 49 شخصا مصرعهم أو اصيبوا في الحادث.
لقى ما يتراوح بين 50 و 99 شخصا مصرعهم أو اصيبوا في الحادث.
لقى 100 شخص مصرعهم / اصيبوا في الحادث.

## القائمة
مجموع الحوادث: 146
| التاريخ | النوع                              | مات     | جرحى    | الموقع                                     | التفاصيل | القائم بالتنفيذ                               | جزء من                                         |
| ------- | ---------------------------------- | ------- | ------- | ------------------------------------------ | --- | --------------------------------------------- | ---------------------------------------------- |
| 1       | تفجيرات                            | 0       | 3       | جمن، باكستان                               | أصيب خمسة مدنيين وثلاثة مسؤولين أمنيين بجروح في هجومين بالقنابل في جمن. | تنظيم القاعدة (مشتبه به)                      | صراع بلوشستان                                  |
| 1       | تفجير                              | 0       | 2       | ماغوييندانايو, الفلبين                     | اصيب جنديان من كتيبة المشاة الـ57 عندما انفجرت عبوة ناسفة محلية الصنع على بعد حوالى 50 مترا من مستشفى المقاطعة.. | جبهة مورو (مشتبه به)                          | صراع مورو                                      |
| 1       | كمين                               | 1       | 2       | Pusht Rod District, أفغانستان              | وقد لقى رئيس شرطة ناحية مصرعه في هجوم لطالبان في مقاطعة فراه الغربية. وقد اصيب شرطيان اخرون في الهجوم الذي وقع في منطقة بشت رود. | طالبان                                        | الحرب في أفغانستان (2001–2014)                 |
| 1       | تفجير                              | 3       | 0       | ماداغالي، نيجيريا                          | لقي ثلاثة اشخاص على الأقل مصرعهم في انفجار في بلدة ماداغالي بشمال شرق نيجيريا. | بوكو حرام (مشتبه به)                          | تمرد بوكو حرام                                 |
| 1       | إطلاق نار                          | 2       | 0       | الجيزة، مصر                                | قتل مسيحيان مصريان بالرصاص على يد مسلح، أثناء احتفالهما بالعام الجديد في متجر لبيع الخمور. | تنظيم الدولة الإسلامية (داعش) (مشتبه به)      | التمرد في مصر                                  |
| 2       | تفجيرات                            | 0       | 12      | كويته، باكستان                             | أصيب ما لا يقل عن 12 من جنود حرس الحدود بانفجار في كويتا. | طالبان باكستان                                | الحرب في شمال غرب باكستان                      |
| 2       | إطلاق نار                          | 1       | 0       | منطقة أورانجاباد (بيهار), الهند            | لقي قائد قوة الشرطة الاحتياطية المركزية مصرعه بعد تعرضه لاصابات في رأسه خلال تبادل لاطلاق النار بين الناكساليت على تلال تشاكارباندها على حدود ناحيتي غايا وأورنك آباد. | الحزب الشيوعي الهندي (الماوي)                 | الحرب الشعبية في الهند- تمرد الناكسال الماويين |
| 2       | تفجير سيارة مفخخة                  | 0       | 3       | كابل, أفغانستان                            | أصيب ثلاثة من رجال الشرطة بجروح عندما انفجرت عبوة ناسفة في سيارة للشرطة في كابل. | تنظيم الدولة الإسلامية (داعش)                 | الحرب على أفغانستان (توضيح)                    |
| 2       | إطلاق نار                          | 5       | 0       | مانطيرا, كينيا                             | مقتل خمسة من أفراد الشرطة الكينية في هجوم على سيارتهم في مقاطعة مانديرا بكينيا على يد مسلحي حركة الشباب. | الشباب (تنظيم صومالي)                         | الحرب في الصومال (2009–الآن)                   |
| 3       | إطلاق نار                          | 3       | 0       | محافظة نينوى، العراق                       | ثلاثة محامين عراقيين قتلوا برصاص مسلحين من الدولة الإسلامية على طريق الموصل. | تنظيم الدولة الإسلامية (داعش)                 | الحرب الأهلية العراقية (2014–الآن)             |
| 3       | تفجير انتحاري                      | 14 (+1) | 1       | غامبورو، نيجيريا                           | قتل 14 مدنيا عندما فجر شخص يشتبه بأنه من جماعة بوكو حرام نفسه في مسجد في غامبورو بنيجيريا. فقط المؤذن قد نجا. | بوكو حرام                                     | تمرد بوكو حرام                                 |
| 3       | تفجير                              | 0       | 3       | قضاء القائم, العراق                        | انفجرت عبوة ناسفة زرعها مقاتلو الدولة الإسلامية في قضاء القائم في الأنبار أثناء مرور دورية للشرطة بالقرب من المنطقة مما أسفر عن إصابة ثلاثة من رجال الأمن بجروح. | تنظيم الدولة الإسلامية (داعش)                 | الحرب الأهلية العراقية (2014–الآن)             |
| 3       | إطلاق نار, clashes                 | 1       | 2       | كركوك, العراق                              | قتل أحد مقاتلي العشائر، في حين أصيب اثنان من أفراد الشرطة في مواجهات مع أعضاء من الدولة الإسلامية، شمال غرب كركوك. | تنظيم الدولة الإسلامية (داعش)                 | الحرب الأهلية العراقية (2014–الآن)             |
| 3       | تفجير                              | 2       | 4       | Washir District, أفغانستان                 | لقى ما لا يقل عن مدنيين اثنين مصرعهما واصيب اربعة اخرون في انفجار نتج عن قنبلة زرعت على جانب الطريق في مقاطعة هلمند الجنوبية بأفغانستان. | طالبان                                        | الحرب في أفغانستان (2001–2014)                 |
| 4       | إطلاق نار                          | 3       | 0       | ولاية فراه، أفغانستان                      | قتلت طالبان بالرصاص ثلاثة من أفراد الأمن الأفغان في مقاطعة فراه الغربية. | طالبان                                        | الحرب في أفغانستان (2001–2014)                 |
| 4       | تفجير انتحاري                      | 20 (+1) | 30      | كابل، أفغانستان                            | قتل 20 شخصا على الأقل في تفجير انتحاري استهدف نقطة تفتيش متنقلة للشرطة في كابل. وأصيب 30 آخرون بجروح في الحادث. | تنظيم الدولة الإسلامية (داعش)                 | الحرب على أفغانستان (توضيح)                    |
| 5       | تفجير                              | 1       | 2       | مقاطعة بولبردي, الصومال                    | قتل جندي من قوات حفظ السلام التابعة للاتحاد الأفريقي، وأصيب اثنان آخران في انفجار لغم أرضي في وسط الصومال. | الشباب (تنظيم صومالي)                         | الحرب في الصومال (2009–الآن)                   |
| 5       | إطلاق نار                          | 2       | 0       | مقديشو، الصومال                            | المهاجمين أطلقوا النار على اثنين من المدنيين وقتلوهما في حي كودكا في مقديشو. | الشباب (تنظيم صومالي)                         | الحرب في الصومال (2009–الآن)                   |
| 5       | إطلاق نار                          | 2       | 0       | مقاطعة أفجوي, الصومال                      | تم اغتيال رجلين، من بينهما شيخ محلي تقليدي بارز على يد مسلحين في ناحية افغوي في منطقة شبيلي السفلى. | الشباب (تنظيم صومالي) (مشتبه به)              | الحرب في الصومال (2009–الآن)                   |
| 5       | كمين                               | 0       | 6       | راخين, ميانمار                             | مسلحون من روهينغيا نصبوا كمينا لقافلة عسكرية في ولاية راخين في ميانمار مما أسفر عن إصابة ستة من أفراد قوات الأمن. | جيش إنقاذ روهينغا أراكان                      | تمرد الروهينغيا في غرب ميانمار                 |
| 6       | إطلاق نار                          | 1       | 0       | باستار, الهند                              | قتل الناكساليت بالرصاص رئيس قرية تشيندوغاره بالقرب من كولنغ في ناحية باستار في تشايسغار. | الحزب الشيوعي الهندي (الماوي)                 | الحرب الشعبية في الهند- تمرد الناكسال الماويين |
| 6       | تفجير                              | 4       | 2       | سوبور ‏, الهند                              | لقي أربعة من رجال الشرطة الهندية مصرعهم وأصيب اثنان آخران بجراح في هجوم بقنبلة في مدينة سوبور. | جيش محمد                                      | التمرد في جامو وكشمير                          |
| 6       | إطلاق نار, executions              | 14      | 7       | كازامانس, السنغال                          | لقي 14 شخصا على الأقل مصرعهم وأصيب سبعة آخرون عندما فتح مسلحون النار في منطقة كازامانس جنوب السنغال. | حركة القوات الديمقراطية لكازامانس (مشتبه به)  | نزاع كازامانس                                  |
| 7       | تفجير                              | 1       | 7       | بغداد, العراق                              | انفجرت عبوة ناسفة بالقرب من سوق مكتظة في منطقة اليوسفية جنوب العاصمة العراقية مما أدى إلى إصابة ثلاثة أشخاص بجروح. وفي وقت لاحق، تم تفجير عبوة ناسفة أخرى بالقرب من مقهى في حي الساهرون جنوب شرقي بغداد، مما أسفر عن مقتل شخص وإصابة أربعة آخرين.                                                                                 | تنظيم الدولة الإسلامية (داعش) (مشتبه به)      | الحرب الأهلية العراقية (2014–الآن)             |
| 7       | تفجير                              | 1       | 1       | قضاء القائم, العراق                        | قتل شرطي وأصيب آخر في انفجار لغم أرضي في قضاء القائم في الأنبار. | تنظيم الدولة الإسلامية (داعش)                 | الحرب الأهلية العراقية (2014–الآن)             |
| 7       | تفجيرات سيارات مفخخة               | 34      | 70      | إدلب, سوريا                                | ما لا يقل عن 34 شخصا قتلوا وأصيب 70 آخرون في أربعة انفجارات في مدينة إدلب بشمال غرب سوريا. | غير معروف                                     | الحرب الأهلية السورية                          |
| 7       | إطلاق نار                          | 3       | 8       | ولاية كنر, أفغانستان                       | لقي ما لا يقل عن ثلاثة أشخاص مصرعهم وأصيب ثمانية آخرون عندما اقتحم متمردون نقطة تفتيش أمنية في مقاطعة كنر شرقي أفغانستان. | تنظيم الدولة الإسلامية (داعش)                 | الحرب في أفغانستان (2001–2014)                 |
| 7       | إطلاق نار                          | 9       | 20      | ولاية أروزكان, أفغانستان                   | لقي ما لا يقل عن تسعة جنود من الجيش الأفغاني مصرعهم وأصيب 20 آخرون بعد أن هاجم مسلحو طالبان معسكرا للجيش في مقاطعة أروزكان، جنوب أفغانستان. | طالبان                                        | الحرب في أفغانستان (2001–2014)                 |
| 8       | إطلاق نار                          | 1       | 0       | الشمال الأقصى، الكاميرون                   | قتل مدني واحد على الأقل في هجوم شنه أعضاء جماعة بوكو حرام الإرهابية في منطقة الشمال الأقصى في الكاميرون. | بوكو حرام                                     | تمرد بوكو حرام                                 |
| 8       | هجوم قنبلة يدوية                   | 0       | 2       | هيران, الصومال                             | جرح جنديين صوماليين على الأقل في هجوم بقنبلة يدوية على حاجز للجيش خارج بلدوين، العاصمة الإقليمية لهيران. | الشباب (تنظيم صومالي)                         | الحرب في الصومال (2009–الآن)                   |
| 8       | إطلاق نار، اختطاف                  | 20      | 15      | برنو (ولاية), نيجيريا                      | فتح مسلحون يركبون دراجات نارية النار على مجموعة من من قاطعي الأخشاب الذين يجمعون الحطب في قرية كاجي قرب عاصمة ولاية بورنو مايدوغوري. لقي 20 شخصا مصرعهم في الهجوم وفقد 15 آخرون ويفترض انهم اختطفوا من قبل المهاجمين. | بوكو حرام                                     | تمرد بوكو حرام                                 |
| 9       | تفجير                              | 0       | 3       | مقديشو, الصومال                            | انفجار قنبلة في قلب مقديشو وإصابة ثلاثة جنود حكوميين على الاقل بالعاصمة الصومالية على متن مركبة عسكرية. | الشباب (تنظيم صومالي)                         | الحرب في الصومال (2009–الآن)                   |
| 9       | تفجير انتحاري                      | 7 (+1)  | 23      | كويته, باكستان                             | انفجرت قنبلة في وسط مدينة كويتا عاصمة مقاطعة بلوشستان الباكستانية مما أسفر عن مصرع سبعة أشخاص وإصابة 23 شخصا بجراح. | طالبان باكستان                                | الحرب في شمال غرب باكستان                      |
| 9       | إطلاق نار                          | 1       | 0       | هافات جلعاد، الضفة الغربية                 | وقع اطلاق نار من سيارة مارة في شمال الضفة الغربية وترك أحد الإسرائيليين، وهو الحاخام، ميتا. | حركة حماس                                     | القضية الفلسطينية                              |
| 9       | تفجير                              | 1       | 3       | Datu Unsay ‏, الفلبين                       | لقي جندي مصرعه فيما أصيب مدنيان عندما قامت مجموعة مسلحة من مورو يشتبه في أنها مستوحاة من الدولة الإسلامية قد وضعت قنبلتين منفصلتين على جانب الطريق في ماغوينداناو. | جبهة مورو                                     | صراع مورو                                      |
| 10      | تفجير                              | 0       | 1       | المقدادية, العراق                          | أصيب أحد المدنيين في انفجار قنبلة في جنوب شرق المقدادية في ديالى. | تنظيم الدولة الإسلامية (داعش)                 | الحرب الأهلية العراقية (2014–الآن)             |
| 10      | تفجير                              | 0       | 6       | Nong Chik District, تايلاند                | أصيب ستة أفراد من دورية للحراس عندما انفجرت قنبلة على جانب الطريق أثناء مرورهم في مقاطعة نونغ تشيك. | الجبهة الثورية الوطنية (مشتبه به)             | تمرد جنوب تايلاند                              |
| 10      | تفجير سيارة انتحارية               | 3 (+1)  | 3       | محافظة شبوة, اليمن                         | قتل ثلاثة يمنيين على الأقل في هجوم انتحاري بسيارة مفخخة استهدف عربة عسكرية في محافظة شبوة بجنوب شرق اليمن. كما أصيب ثلاثة جنود يمنيين في الحادث. | تنظيم القاعدة في جزيرة العرب (مشتبه به)       | الحرب الأهلية اليمنية (2015-الآن)              |
| 10      | إطلاق نار                          | 3       | 0       | الشمال الأقصى، الكاميرون                   | مقتل ثلاثة اشخاص على الاقل في هجوم في منطقة الشمال الأقصى من الكاميرون. | بوكو حرام                                     | تمرد بوكو حرام                                 |
| 10      | إطلاق نار                          | 5       | 2       | ولاية قندوز, أفغانستان                     | لقى خمسة من افراد الشرطة المحلية الأفغانية مصرعهم واصيب اثنان اخران في اعقاب هجوم شنه مسلحو طالبان في مقاطعة كوندوز الشمالية المضطربة في البلاد. | طالبان                                        | الحرب في أفغانستان (2001–2014)                 |
| 10      | إطلاق نار                          | 1       | 0       | إدارة أروكا, كولومبيا                      | قتل جندي كولومبي برصاص قناص في جيش التحرير الوطني بمقاطعة أراوكا. | جيش التحرير الوطني                            | النزاع الكولومبي                               |
| 11      | تفجير انتحاري                      | 0 (+1)  | 3       | منطقة ميناكا, مالي                         | أصيب ثلاثة جنود فرنسيين من قوة بارخان، أحدهم إصابته خطيرة، على يد مفجر انتحاري في شرق مالي. | تنظيم الدولة الإسلامية (داعش)                 | التمرد في المغرب العربي                        |
| 11      | إطلاق نار                          | 6       | 0       | Nawa-I-Barakzayi District, أفغانستان       | لقي ستة من رجال الشرطة مصرعهم في هجوم لطالبان في ناحية ناوه بمقاطعة هلمند الجنوبية. | طالبان                                        | الحرب في أفغانستان (2001–2014)                 |
| 11      | طعن                                | 0       | 4       | فيندين لي فييل, فرنسا                      | كان سجين ألماني مسجون بسبب تورطه في تفجير جربة في عام 2002 قد اعتدى على أربعة حراس في سجن فيندين لي فييل في حين كان يصيح "الله أكبر". وتم نقل أحد الحراس إلى المستشفى لإصابته بجرح في الرأس. | تنظيم القاعدة                                 | إرهاب منسوب للإسلام في أوروبا (2014-الآن) ‏     |
| 11      | Mortar attack                      | 1       | Several | مقديشو, Somalia                            | قتل مدني واحد على الأقل وأصيب عدد آخر بجروح إثر سقوط قذائف هاون بالقرب من القصر الرئاسي في مقديشو. | الشباب (تنظيم صومالي)                         | الحرب في الصومال (2009–الآن)                   |
| 11      | تفجيرات انتحارية                   | 0 (+2)  | 2       | Amchide, الكاميرون                         | فجر انتحاريان، يزعم أنهما من أعضاء جماعة بوكو حرام الاسلامية، قنابلهما في منطقة أورو-كسوم في أمشيدي بالكاميرون، مما أدى إلى إصابة اثنين آخرين. | بوكو حرام                                     | تمرد بوكو حرام                                 |
| 11      | حوادث إطلاق النار، اختطاف          | 4       | 3       | منطقة أقصي الشمال, الكاميرون               | قتل أربعة أشخاص واختطف اثنان آخران في هجمات متفرقة بين عشية وضحاها في أقصى شمال الكاميرون. وأصيب آخر بجراح. | بوكو حرام                                     | تمرد بوكو حرام                                 |
| 12      | إطلاق نار                          | 3       | 0       | ولاية فراه, أفغانستان                      | مصرع ثلاثة من رجال الشرطة في هجوم لطالبان في مقاطعة فراه الغربية. | طالبان                                        | الحرب في أفغانستان (2001–2014)                 |
| 12      | إطلاق نار                          | 3       | 1       | محافظة كركوك, العراق                       | متشددون من تنظيم الدولة الإسلامية قتلوا ثلاثة من أفراد عائلة في منزلهم في محافظة كركوك الغنية بالنفط. | تنظيم الدولة الإسلامية (داعش)                 | الحرب الأهلية العراقية (2014–الآن)             |
| 12      | تفجير انتحاري                      | 2 (+1)  | 6       | شغشران, أفغانستان                          | لقي شخصان مصرعهما وأصيب ستة آخرون في تفجير انتحارى وقع في جغجران، عاصمة مقاطعة غور الغربية. | طالبان (مشتبه به)                             | الحرب في أفغانستان (2001–2014)                 |
| 12      | اغتيال                             | 1       | 0       | تاكواتي، باراغواي                          | عثر على مزارع مينوناتي (اسمه أبراهام فهر) ميتا في إدارة سان بيدرو، شمال باراغواي. | جيش شعب باراغواي                              | تمرد جيش شعب باراغواي                          |
| 13      | تفجير انتحاري                      | 8       | 24      | بغداد, العراق                              | مقتل ثمانية وجرح أكثر من 24 آخرين في تفجير انتحاري في بغداد. | تنظيم الدولة الإسلامية (داعش)                 | الحرب الأهلية العراقية (2014–الآن)             |
| 13      | إطلاق نار، حريق متعمد              | 1       | 5       | Lamu County, كينيا                         | قتل شخص وأصيب خمسة من أفراد الشرطة عندما هاجم مسلحون من حركة الشباب قافلة من الحافلات في منطقة نونغورو على طول الطريق السريع بين لامو-ماليندي. وقد دمرت اثنتان من طرادات تويوتا استخدمتها الشرطة خلال الحادث. | الشباب (تنظيم صومالي)                         | الحرب في الصومال (2009–الآن)                   |
| 13      | إطلاق نار، حريق متعمد              | 7       | 0       | Palma District, موزمبيق                    | هاجم إسلاميون جماعة من المركز الإداري لأولومبي بمنطقة بالما وقتلوا سبعة أشخاص وأحرقوا منازل. | إسلام سياسي                                   | التمرد الإسلامي في موزمبيق                     |
| 13      | إطلاق نار                          | 1       | 0       | محافظة شمال سيناء, مصر                     | مسلحون يقتلون رجلا مسيحيا في شمال شبه جزيرة سيناء المضطربة بالرصاص | تنظيم الدولة الإسلامية (داعش) (مشتبه به)      | الإرهاب في سيناء                               |
| 13      | اختطاف                             | 0       | 1       | سارافينا، كولومبيا                         | قام مسلحو جيش التحرير الوطني باختطاف مقاول من إيكوبترول في إدارة أراوكا. | جيش التحرير الوطني                            | النزاع الكولومبي                               |
| 14      | تفجير                              | 0       | 5       | مقديشو, Somalia                            | إصابة خمسة جنود صوماليين على الأقل عندما اصطدمت عربتهم العسكرية بلغم أرضي في مقديشو. | الشباب (تنظيم صومالي)                         | الحرب في الصومال (2009–الآن)                   |
| 14      | إطلاق نار                          | 2       | 0       | شبيلي الوسطى, الصومال                      | هاجم مقاتلو الشباب قاعدة عسكرية صومالية نائية شمال العاصمة مقديشو، مما أسفر عن مقتل اثنين من جنود الحكومة الصومالية على الأقل. | الشباب (تنظيم صومالي)                         | الحرب في الصومال (2009–الآن)                   |
| 14      | هجوم صاروخي                        | 1       | 3       | محافظة هكاري, تركيا                        | لقي جندي تركي مصرعه وأصيب ثلاثة آخرون بجراح بعد انفجار صاروخ موجه أطلقه مسلحون من حزب العمال الكردستاني في قاعدة عسكرية تركية في مقاطعة هاكارى. | حزب العمال الكردستاني                         | الصراع التركي الكردي                           |
| 14      | تفجيرات                            | 4       | 0       | الزاب, العراق                              | مقتل أربعة جنود أتراك في انفجارات قنابل في منطقة الزاب. | حزب العمال الكردستاني                         | الصراع التركي الكردي                           |
| 14      | إطلاق نار                          | 1       | 0       | شبه جزيرة سيناء, مصر                       | مقتل رجل قبطي مسيحي بالرصاص على يد مسلحين في شبه جزيرة سيناء المصرية. | تنظيم الدولة الإسلامية (داعش)                 | الإرهاب في سيناء                               |
| 14      | إطلاق نار                          | 6       | 4       | منطقة قيصار، أفغانستان                     | لقي ستة جنود من الجيش الوطني الأفغاني مصرعهم واستسلم اثنان آخران لطالبان في منطقة قيصار بمقاطعة فارياب الشمالية الغربية. وبشكل منفصل، أصيب أربعة من أفراد الشرطة في هجوم شنته حركة طالبان على نقطة تفتيش تابعة للشرطة في منطقة تشغازاي في قيصار.                                                                                  | طالبان                                        | الحرب في أفغانستان (2001–2014)                 |
| 14      | كمين                               | 7       | 3       | ولاية فراه, أفغانستان                      | ما لا يقل عن سبعة من أفراد قوات الشرطة قتلوا في كمين لحركة طالبان في مقاطعة فراه. وأصيب ثلاثة أفراد آخرين من قوات الشرطة بجراح. | طالبان                                        | الحرب في أفغانستان (2001–2014)                 |
| 15      | تفجيرات انتحارية                   | 38 (+2) | 105     | بغداد, العراق                              | تفجيرات بغداد 2018: مقتل 38 شخصا وجرح ما لا يقل عن 105 آخرين في تفجيرين انتحاريين بساحة الطيران في بغداد. | تنظيم الدولة الإسلامية (داعش)                 | الحرب الأهلية العراقية (2014–الآن)             |
| 15      | إطلاق نار، حريق متعمد              | 4       | 0       | مايو-تساناغا، الكاميرون                    | قتل أربعة أشخاص في منطقة مايو-تساناغا، وهي منطقة في أقصى شمال الكاميرون، خلال هجوم شنته جماعة بوكو حرام. وغادر المهاجمون بعد حرق عشرات الأكواخ والكنيسة. | بوكو حرام                                     | تمرد بوكو حرام                                 |
| 15      | إطلاق نار                          | 3       | 5       | كيفو الشمالية، جمهورية الكونغو الديمقراطية | قُتل ثلاثة جنود من جمهورية الكونغو الديمقراطية أثناء قيامهم بصد الهجوم الذي شنه المتمردون المتطرفون الأوغنديون التابعون للقوى الديمقراطية المتحالفة في منطقة بيني الشرقية. وأصيب خمسة آخرون بجروح. | القوى الديمقراطية المتحالفة                   | تمرد القوى الديمقراطية المتحالفة               |
| 15      | Ambush                             | 5       | 6       | مقاطعة كيش ‏, Pakistan                      | لقى ما لا يقل عن خمسة من افراد الامن مصرعهم واصيب ستة اخرون عندما انقلبت مركبة كانت تقلهم بعد ان نصب كمين لهم في منطقة كيج في بالوشستان. | تنظيم القاعدة (مشتبه به)                      | صراع بلوشستان                                  |
| 15      | إطلاق نار، اختطاف                  | 6       | 5       | برنو (ولاية)، نيجيريا                      | لقي ستة أشخاص مصرعهم على يد مسلحين اختطفوا ايضا خمس فتيات انضموا إلى الحطابين لجمع الحطب من غابات جينيني. | بوكو حرام                                     | تمرد بوكو حرام                                 |
| 15      | إطلاق نار                          | 3 (+2)  | 2       | ولاية آدماوة, نيجيريا                      | قتل خمسة أشخاص من بينهم اثنان يشتبه بأنهم من مقاتلي جماعة بوكو حرام الإرهابية في هجوم بالقرب من بلدة ماداغالي بشمال شرق نيجيريا. وأصيب اثنان آخران بجروح خطيرة. | بوكو حرام                                     | تمرد بوكو حرام                                 |
| 16      | إطلاق نار                          | 1       | 0       | كويته, باكستان                             | لقي شرطي مصرعه بالرصاص على يد مسلحين على طريق رايساني في كويتا.. | طالبان باكستان                                | الحرب في شمال غرب باكستان                      |
| 16      | إطلاق نار                          | 1       | 0       | North Mitrovica, كوسوفو                    | كان إطلاق النار من سيارة مارة خارج مكتب في شمال ميتروفيتسا قد أدى إلى مقتل رئيس حزب صرب كوسوفو الذي يطلق عليه الحرية، والديمقراطية، والعدالة، أوليفر إيفانوفيتش. | مسلحون من ألبان كوسوفو (مشتبه به)             | الإرهاب في كوسوفو                              |
| 16      | هجوم بقذائف الهاون                 | 5       | 45      | Khwaja Sabz Posh District, أفغانستان       | قتل خمسة أشخاص على الأقل في هجوم بقذائف الهاون على سوق في شمال أفغانستان. وأصيب أيضا 45 شخصا، من بينهم نساء وأطفال، في الهجوم الذي وقع في مقاطعة خواجة سبز بوش بولاية فارياب. | طالبان                                        | الحرب في أفغانستان (2001–2014)                 |
| 16      | إعدام                              | 1       | 0       | Mohammad Agha District, أفغانستان          | قام مسلحو طالبان بقطع رأس أحد أفراد الشرطة المحلية الأفغانية في مقاطعة محمد آغه بولاية لوكر الوسطى. | طالبان                                        | الحرب في أفغانستان (2001–2014)                 |
| 16      | تفجير انتحاري، إطلاق نار           | 0 (+3)  | 0       | كراتشي, Pakistan                           | وقد نجا ضابط كبير يعرف بشن غارات على مخابئ المسلحين عندما فجر انتحاري يركب دراجة نارية نفسه بالقرب من سيارته في مدينة كراتشي الساحلية. وكان لدى منفذ العملية عدد غير معروف من المتواطئين الذين فتحوا النار على السيارة بعد الانفجار. ورد الحراس بإطلاق النار مما أسفر عن مقتل اثنين من المسلحين.                                  | طالبان باكستان                                | العنف الطائفي في باكستان                       |
| 16      | تفجير انتحاري                      | 2 (+1)  | 12      | منطقة أقصي الشمال, الكاميرون               | قتل ما لا يقل عن اثنين من المدنيين وجرح اثني عشر شخصا آخر في هجوم انتحاري بالقرب من مسجد في منطقة أقصى الشمال. | بوكو حرام                                     | تمرد بوكو حرام                                 |
| 17      | إطلاق نار                          | 0       | 1       | بعقوبة, العراق                             | أصيب شرطي بجروح في هجوم قناص نفذه التنظيم المتشدد للدولة الإسلامية في بعقوبة، عاصمة محافظة ديالى. | تنظيم الدولة الإسلامية (داعش)                 | الحرب الأهلية العراقية (2014–الآن)             |
| 17      | تفجير                              | 2       | 7       | محافظة ديالى, العراق                       | مقتل ضابطين في الشرطة العراقية وإصابة سبعة آخرين بجروح في انفجار قنبلة بمحافظة ديالى. | تنظيم الدولة الإسلامية (داعش)                 | الحرب الأهلية العراقية (2014–الآن)             |
| 17      | تفجيرات انتحارية                   | 12 (+2) | 65      | مايدوغوري, نيجيريا                         | اثنان يشتبه بأنهما من المفجرين الانتحاريين من جماعة بوكو حرام قد قتلا 12 شخصا وأصابوا 65 آخرين بجراح في هجوم وقع في مدينة مايدوغوري بشمال شرقي نيجيريا. | بوكو حرام                                     | تمرد بوكو حرام                                 |
| 17      | إطلاق نار                          | 7       | 10      | Toumour, النيجر                            | قتل مسلحون يشتبه بأنهم من جماعة بوكو حرام سبعة جنود على الأقل في هجوم على موقع عسكري في منطقة ديفا جنوب شرق النيجر. وأصيب عشرة آخرون في الهجوم. | بوكو حرام                                     | تمرد بوكو حرام                                 |
| 17      | تفجير                              | 1       | 4       | محافظة شمال سيناء, مصر                     | قتل نقيب من الشرطة وأصيب أربعة من المجندين بعد أن فجر الإرهابيون عبوة ناسفة على الطريق الساحلي الدولي. | تنظيم الدولة الإسلامية (داعش)                 | الإرهاب في سيناء                               |
| 17      | إطلاق نار                          | 0 (+1)  | 2       | جنين، الضفة الغربية                        | القوات الخاصة الإسرائيلية اطلقت النار على رجل فلسطيني مسلح وقتلته يشتبه في أنه كان وراء هجوم إرهابي بإطلاق نار من سيارة مارة أسفر عن مقتل الحاخام رازيل شيفاخ بالقرب من موقع استيطاني بالضفة الغربية. وأصيب اثنان من أفراد القوات الخاصة الإسرائيلية خلال عملية المداهمة.                                                         | حركة حماس                                     | القضية الفلسطينية                              |
| 17      | إطلاق نارs                         | 8       | 0       | ولاية فراه, أفغانستان                      | لقي ثمانية جنود من الشرطة والجيش الوطني الأفغاني مصرعهم في هجمات على مواقع أمنية في العاصمة ومقاطعة أنار دره بولاية فراه الغربية. | طالبان                                        | الحرب في أفغانستان (2001–2014)                 |
| 18      | إطلاق نار                          | 2       | 0       | كويته, باكستان                             | أطلق مسلحون النار على أم وابنتها الذين كانوا جزءا من فريق تطعيم ضد شلل الأطفال في كويتا. | تنظيم الدولة الإسلامية (داعش)                 | الحرب في شمال غرب باكستان                      |
| 18      | إطلاق نار                          | 8       | 2       | ولاية هلمند, أفغانستان                     | لقي ما لا يقل عن ثمانية من رجال الشرطة مصرعهم وأصيب اثنان آخران عندما هاجمت طالبان نقطة تفتيش أمنية في ولاية هلمند. | طالبان                                        | الحرب في أفغانستان (2001–2014)                 |
| 18      | إطلاق نار                          | 5       | 0       | ولاية آدماوة, نيجيريا                      | مسلحو بوكو حرام قتلوا خمسة أشخاص في هجوم على قرية في ولاية أداماوا شمال شرق نيجيريا. | بوكو حرام                                     | تمرد بوكو حرام                                 |
| 19      | تفجيرات                            | 0       | 0       | ماغوييندانايو, الفلبين                     | وقد هز انفجاران بارانغاي سيمبا، وهو من المحتمل أن يكون عملا لمناضلي بانغسامورو الإسلاميين في سبيل الحرية. ولم يصب أحد بأذى في الانفجارين إلا ان الشظايا اصطدمت ببوابة منزل مجاور وعدة أشجار في المنطقة. | جبهة مورو                                     | صراع مورو                                      |
| 19      | تفجير                              | 1       | 2       | Teorama, كولومبيا                          | الجنود النظامرون الذين كانوا في قاعدة للجيش في بلدية تيوراما، نورتي دي سانتاندير، تعرضوا لهجوم غير متوقع من قبل أفراد حرب العصابات في جيش التحرير الوطني. وقتل جندي واحد وأصيب اثنان بجروح. | جيش التحرير الوطني                            | النزاع الكولومبي                               |
| 19      | هجوم قنبلة يدوية                   | 0       | 8       | بولواما, الهند                             | أصيب ثمانية من رجال الشرطة بجراح بعد أن ألقى إرهابيون قنبلة يدوية على مكتب تحصيل في بلدة بولواما بجنوب كشمير. | جيش محمد (مشتبه به)                           | التمرد في جامو وكشمير                          |
| 19      | هجوم مركبة                         | 0       | 3       | قصر اليهود، الضفة الغربية                  | صدم سائق فلسطيني جنود من قوات الدفاع الإسرائيلية عند نقطة تفتيش بالقرب من قصر اليهود في الضفة الغربية، مما أدى إلى إصابة ثلاثة رجال بجروح طفيفة. | قومي فلسطيني                                  | القضية الفلسطينية                              |
| 19      | إطلاق نار                          | 22      | 20      | كيفو الشمالية، جمهورية الكونغو الديمقراطية | وقد لقى 22 جنديا مصرعهم في المناطق الحدودية الشرقية المضطربة بجمهورية الكونغو الديمقراطية حيث يقاتل الجيش المتمردين الاسلاميين الأوغنديين. كما اصيب أكثر من 20 جنديا كونغوليا اخرين بجراح بعد ان شن مسلحون هجوما خلال الليل بالقرب من بلدة ارينغيتي في مقاطعة كيفو الشمالية.                                                      | القوى الديمقراطية المتحالفة                   | تمرد القوى الديمقراطية المتحالفة               |
| 20      | هجوم قنبلة يدوية                   | 0       | 0       | Shopian district, الهند                    | قام الإرهابيون بإلقاء قنبلة يدوية على مركز للشرطة في منطقة شوبيان في جامو وكشمير. ولم يصب أي شخص في الانفجار. | لشكر طيبة (مشتبه به)                          | التمرد في جامو وكشمير                          |
| 20      | تفجير                              | 0       | 1       | دنته وارا ‏, الهند                          | اصيب رجل شرطة بجراح بعد ان فجر ناكساليت عبوة ناسفة محلية الصنع بالقرب من أحد الاسواق في منطقة دانتيوادا التي ضربها التمرد في تشاتيسغار. | الحزب الشيوعي الهندي (الماوي)                 | الحرب الشعبية في الهند- تمرد الناكسال الماويين |
| 20      | إطلاق نار                          | 18      | 0       | ولاية بلخ, أفغانستان                       | قتل 17 فردا من أفراد قوات الانتفاضة الشعبية وأحد قادة الشرطة المحلية في هجوم شنته حركة طالبان في ولاية بلخ. | طالبان                                        | الحرب على أفغانستان (توضيح)                    |
| 20-21   | إطلاق نار، حريق متعمد، أخذ الرهائن | 40 (+6) | 22      | كابل، أفغانستان                            | هجوم فندق إنتركونتيننتال كابول 2018: شن مسلحون هجوما على فندق كونتيننتال، كابول، وفقا لما ذكره مسؤولون من وزارة الداخلية الأفغانية. وقد تم إطلاق سراح أكثر من 100 شخص من الفندق وقتل ستة مسلحين. وتأكد مقتل 40 شخصا وإصابة 22 آخرين. وأعلنت حركة طالبان مسؤوليتها عن الهجوم، وقال مسؤولون أفغان إن مسلحي شبكة حقاني نفذوا الهجوم. | طالبان وشبكة حقاني                            | الحرب على أفغانستان (توضيح)                    |
| 21      | تفجير                              | 12      | 1       | Gulran District, أفغانستان                 | وقتلت قنبلة على جانب الطريق ما لا يقل عن 12 مدنيا في مقاطعة هيرات الغربية. وأصيب شخص ثالث عشر بجروح في الانفجار الذي ضرب سيارة في منطقة غلران. | طالبان                                        | الحرب على أفغانستان (توضيح)                    |
| 21      | تفجير                              | 4       | 3       | Nahri Saraj District, أفغانستان            | لقى اربعة جنود من الجيش الوطني الأفغاني مصرعهم واصيب ثلاثة اخرون في هجوم لطالبان في ناحية نهر سراج بولاية هلمند. | طالبان                                        | الحرب في أفغانستان (2001–2014)                 |
| 21      | إطلاق نار                          | 7       | 1       | Garmsir District, أفغانستان                | لقى سبعة من رجال الشرطة مصرعهم واصيب ثامن بجراح بعد ان اقتحم مقاتلو طالبان نقاط تفتيشهم في منطقة غرمسير بولاية هلمند الجنوبية. | طالبان                                        | الحرب في أفغانستان (2001–2014)                 |
| 21      | إطلاق نار                          | 1       | 0       | كويته, باكستان                             | قتل مهاجمون مسلحون أحد ضباط الشرطة السابقين، الذي كان قد تم طرده بسبب قتل خمس نساء شيشانيات في عام 2011 في هجوم خاطف في كويته. | طالبان باكستان                                | الحرب في شمال غرب باكستان                      |
| 21      | إطلاق نار                          | 3       | 0       | كيفو الشمالية, جمهورية الكونغو الديمقراطية | متمردون إسلاميون مشتبه بهم أوغنديون قتلوا ثلاثة مدنيين في شرق جمهورية الكونغو الديمقراطية. | القوى الديمقراطية المحتالفة                   | تمرد القوى الديمقراطية المحتالفة               |
| 21      | إطلاق نار، حريق متعمد              | 1       | 0       | إدارة أروكا, كولومبيا                      | تعرضت قافلة تضم أفرادا من وحدة الحماية الوطنية، إلى جانب أعضاء في الحزب السياسي التابع للقوات المسلحة الثورية الكولومبية، كانوا عائدين من اجتماع في قرية إل واسيس، إلى هجوم بإطلاق النار في مقاطعة أراوكا. وقد أحرقت إحدى المركبات التي كانت جزءا من القافلة وقتل في الهجوم مدني كان جزءا من شركة نفط في القطاع.                  | المنشقين عن القوات المسلحة الثورية الكولومبية | النزاع الكولومبي                               |
| 22      | تفجير                              | 3       | 34      | يالا (تايلاند), تايلاند                    | أدى انفجار دراجة نارية إلى مقتل ثلاثة مدنيين وجرح أكثر من اثني عشر آخرين في سوق صباحية مزدحمة في يالا في جنوب تايلاند الذي ضربه التمرد. | الجبهة الثورية الوطنية (مشتبه به)             | تمرد جنوب تايلاند                              |
| 22      | تفجير                              | 2       | 4       | قضاء راوة, العراق                          | وانفجرت قنبلة زرعها تنظيم الدولة الإسلامية داخل أحد المنازل في وسط قضاء راوة بمحافظة الأنبار بعد أن دخلت أسرة مكونة من ستة أفراد بعد فترة طويلة من النزوح، مما أسفر عن مقتل اثنين من أفراد الأسرة وإصابة أربعة آخرين. | تنظيم الدولة الإسلامية (داعش)                 | الحرب الأهلية العراقية (2014–الآن)             |
| 22      | هجوم قنبلة يدوية                   | 0       | 1       | بمبور ‏, الهند                              | A civilian was injured in a grenade attack by terrorists who were targetting the security forces in Pampore in Jammu and Kashmir. | جيش محمد (مشتبه به)                           | التمرد في جامو وكشمير                          |
| 22      | هجوم قنبلة يدوية                   | 0       | 1       | بارامولا, الهند                            | أصيب شرطي بعد ان القى ارهابيون قنبلة يدوية بالقرب من مركز شرطة بارامولا في جامو وكشمير. | لشكر طيبة (مشتبه به)                          | التمرد في جامو وكشمير                          |
| 23      | تفجير                              | 4       | 6       | بنادر, الصومال                             | قتل أربعة أشخاص وجرح ستة آخرون في انفجار جهاز متفجر مرتجل متحكم عن بعد بالقرب من مقديشو. | الشباب (تنظيم صومالي)                         | الحرب في الصومال (2009–الآن)                   |
| 23      | تفجيرات سيارات مفخخة               | 41      | 80      | بنغازي, ليبيا                              | أسفر تفجير سيارة ملغومة خارج مسجد في بنغازي عن مقتل 41 شخصا على الأقل وإصابة 80 آخرين. ولم تعلن أي جماعة مسؤوليتها عن التفجير، لكن كثيرين اعتقدوا أنه كان عمل فلول إحدى فصائل جماعة تنظيم الدولة الإسلامية في العراق وسوريا التي طردت إلى حد كبير من ليبيا.                                                                       | تنظيم الدولة الإسلامية (داعش) (مشتبه به)      | الحرب الأهلية الليبية (2014–الآن)              |
| 24      | إطلاق نار، تفجير سيارة انتحارية    | 6       | 27      | جلال آباد, أفغانستان                       | 2018 Save The Children Jalalabad attack: A complex attack began with a suicide car bomb outside the Save The Children offices in the city of Jalalabad, followed by gunmen entering the compound and fighting Afghan special forces. At least six people were killed and 27 others were wounded in the attack.                    | تنظيم الدولة الإسلامية (داعش)                 | الحرب على أفغانستان (توضيح)                    |
| 24      | إطلاق نار                          | 4       | 7       | نارين بور, الهند                           | Four police personnel, including two sub-inspectors, were killed and seven others injured in a gun-fight with Naxals in Chhattisgarh's Narayanpur district. | الحزب الشيوعي الهندي (الماوي)                 | الحرب الشعبية في الهند- تمرد الناكسال الماويين |
| 24      | إطلاق نار                          | 2 (+1)  | 0       | Toubakoro, مالي                            | Two Malian customs officers have been killed in a suspected jihadist attack at a market in the small village of Toubakoro. | القاعدة في بلاد المغرب الإسلامي (مشتبه به)    | الصراع في شمال مالي, التمرد في المغرب العربي   |
| 24      | إطلاق نار                          | 1 (+2)  | 2       | Shopian district, الهند                    | Two militants and a teenage boy were killed and two girls critically injured during a gunfight between militants and government forces in Chaigund village of south Kashmir’s Shopian. | حزب المجاهدين                                 | التمرد في جامو وكشمير                          |
| 25      | تفجير سيارة مفخخة                  | 0       | 0       | داقوق، العراق                              | انفجرت سيارة مفخخة بالقرب من مسجد للشيعة في ضاحية كركوك الجنوبية مما تسبب في أضرار للموقع المقدس. ولم يبلغ عن وقوع إصابات. | تنظيم الدولة الإسلامية (داعش)                 | الحرب الأهلية العراقية (2014–الآن)             |
| 25      | تفجير                              | 26      | العديد  | منطقة موبتي، مالي                          | فجر انفجار لغم أرضي مركبة ركاب مدنية في وسط مالي، مما أدى إلى مقتل 26 شخصا وجرح عدة أشخاص آخرين. | تنظيم الدولة الإسلامية (داعش) (مشتبه به)      | الصراع في شمال مالي, التمرد في المغرب العربي   |
| 25      | إطلاق نار                          | 2 (+7)  | 0       | Youwarou, مالي                             | In Youwarou, in Central Mali's Mopti region, Malian armed forces killed seven terrorists. Two Malian soldiers were also killed in the operation. | القاعدة في بلاد المغرب الإسلامي (مشتبه به)    | الصراع في شمال مالي, التمرد في المغرب العربي   |
| 25      | تفجير                              | 2       | 1       | Datu Piang ‏, الفلبين                       | Two civilians were killed while another was injured in an improvised bomb explosion in the middle of a ricefield in Datu Piang town in Maguindanao. | جبهة مورو                                     | صراع مورو                                      |
| 25      | إطلاق نار، تفجير                   | 1       | 2       | دافاو (مدينة)، الفلبين                     | Communist insurgents killed an Army officer and wounded 2 soldiers in a firefight in Davao City, in southern Philippines. | New People's Army                             | التمرد الشيوعي في الفلبين                      |
| 26      | Rocket attack                      | 7       | 3       | ولاية غزني، أفغانستان                      | ولقى ستة اطفال ومدنى بالغ مصرعهم عندما ضرب صاروخ منزلهم في ولاية غزني. وأصيب ثلاثة آخرون في الهجوم. | طالبان                                        | الحرب في أفغانستان (2001–2014)                 |
| 26      | تفجير سيارة انتحارية               | 4 (+1)  | 13      | قندهار, أفغانستان                          | لقى اربعة اشخاص على الاقل مصرعهم واصيب ثلاثة عشر اخرون بجراح عندما انفجرت سيارة مفخخة في قندهار.. | طالبان                                        | الحرب في أفغانستان (2001–2014)                 |
| 26      | هجوم قنبلة يدوية                   | 0       | 0       | منطقة بولواما, الهند                       | Terrorists hurled a grenade at a police station in Jammu and Kashmir's Pulwama district. No casualty or injury has been reported. | جيش محمد (مشتبه به)                           | التمرد في جامو وكشمير                          |
| 26      | إطلاق نار، تفجير انتحاري           | 3 (+1)  | 5       | ولاية آدماوة, نيجيريا                      | قتل ثلاثة أشخاص على الأقل عندما هاجمت جماعة بوكو حرام قرية هيامبولا في ولاية أداماوا في شمال شرق البلاد. وأصيب خمسة آخرون في الهجوم. | بوكو حرام                                     | تمرد بوكو حرام                                 |
| 27      | تفجير سيارة انتحارية               | 0 (+1)  | 6       | ناد علي ‏, أفغانستان                        | At least six security force members were wounded when a suicide bomber in a Toyota Corolla detonated his explosives in the Nad Ali district of Helmand Province. | طالبان                                        | الحرب في أفغانستان (2001–2014)                 |
| 27      | تفجير سيارة انتحارية               | 103     | 235     | كابل, أفغانستان                            | تفجير كابول الانتحاري يناير 2018: At least 103 people were killed and 235 others injured when a Taliban suicide bomber exploded an ambulance laden with explosives near Sidarat Square in central Kabul where several government offices are located.                                                                             | طالبان                                        | الحرب في أفغانستان (2001–2014)                 |
| 27      | إطلاق نار                          | 14 (+2) | 22      | Soumpi, مالي                               | 14 people were killed and 22 wounded in an attack on a camp in Soumpi, in Mali's restive north. Two terrorists have also been killed. | القاعدة في بلاد المغرب الإسلامي (مشتبه به)    | الصراع في شمال مالي, التمرد في المغرب العربي   |
| 27      | تفجير سيارة مفخخة                  | 0       | 28      | سان لورينزو، إكوادور ‏, Ecuador             | 28 people were injured in an attack on a police station in San Lorenzo, in Northern Ecuador. | القوات المسلحة الثورية الكولومبية منشق        | الإرهاب في الإكوادور                           |
| 27      | تفجير                              | 5       | 42      | بارانكيا, كولومبيا                         | At least five police officers were killed and 42 others injured in a bombing attack that targeted a police station in the northern coastal city of Barranquilla. | جيش التحرير الوطني                            | النزاع الكولومبي                               |
| 27      | تفجير                              | 2       | 1       | Santa Rosa del Sur, كولومبيا               | In the town of Buenavista, Santa Rosa del Sur, an explosive device was hurled against the police substation in that area. The incident left two police officers dead and one injured. | جيش التحرير الوطني                            | النزاع الكولومبي                               |
| 27      | تفجير، إطلاق نار                   | 2       | 3       | مقاطعة غاريسا، كينيا                       | Two KDF soldiers were killed after their truck run over an Improvised Explosive Device at Handaro, Holugho sub-county, Garissa county. Three other soldiers, who tried to jump off the vehicle, were reportedly shot at close range by the suspected militias and were seriously wounded.                                         | الشباب (تنظيم صومالي)                         | الحرب في الصومال (2009–الآن)                   |
| 27      | هجوم مركبة                         | 0       | 1       | هرتسليا، إسرائيل                           | أصيب جندي من قوات الدفاع الإسرائيلية بجروح طفيفة في هجوم دهس بواسطة سيارة بالقرب من هرتسليا. | قومي فلسطيني (مشتبه به)                       | القضية الفلسطينية                              |
| 27      | إطلاق نار                          | 1       | 0       | مقاطعة ونلوين، الصومال                     | أطلق مقاتلو حركة الشباب النار وقتلوا قاضيا مساعدا في منطقة ونلوين بمحافظة شبيلي السفلى جنوبي الصومال. | الشباب (تنظيم صومالي)                         | الحرب في الصومال (2009–الآن)                   |
| 28      | هجوم صاروخي، إطلاق نار             | 5       | العديد  | ميناكا، مالي                               | قتل خمسة جنود ماليين وأصيب عدد آخر بجروح في هجوم على قاعدة عسكرية في ميناكا بشمال شرق مالي. | تنظيم الدولة الإسلامية (داعش)                 | الصراع في شمال مالي، التمرد في المغرب العربي   |
| 28      | تفجير                              | 0       | 5       | سوليداد، كولومبيا                          | أصيب ما لا يقل عن خمسة أشخاص في هجوم ضد الشرطة في المنطقة المتروبولية من مدينة بارانكويا في كولومبيا. | جيش التحرير الوطني                            | النزاع الكولومبي                               |
| 29      | إطلاق نار، تفجيرات انتحارية        | 11 (+4) | 16      | كابل، أفغانستان                            | Eleven Afghan soldiers were killed and sixteen others were injured when five Islamic State militants attacked an army post. Four attackers were later killed by the security forces, and another was arrested. | تنظيم الدولة الإسلامية (داعش)                 | الحرب في أفغانستان (2001–2014)                 |
| 29      | إطلاق نار                          | 2       | 0       | إدارة بارابولي، بوركينا فاسو               | قتل مسلحون شرطيين كانا يقومان بدورية في أحد الأسواق في ناحية بارابولي بشمال بوركينا فاسو. | القاعدة في بلاد المغرب الإسلامي (مشتبه به)    | التمرد في المغرب العربي                        |
| 29      | إطلاق نار                          | 1       | 3       | قضاء الحويجة، العراق                       | هاجم متطرفون من تنظيم الدولة الإسلامية نقطة تفتيش تابعة للحشد الشعبي في قضاء الحويجة، جنوب محافظة كركوك، مما أسفر عن مقتل أحد المقاتلين وإصابة ثلاثة آخرين بجروح. | تنظيم الدولة الإسلامية (داعش)                 | الحرب الأهلية العراقية (2014–الآن)             |
| 29      | تفجير                              | 1       | 1       | محافظة كركوك، العراق                       | قتل أحد أفراد الشرطة الاتحادية العراقية، وأصيب آخر بجروح أثناء عملية مداهمة لمنزل في قرية تقع بالقرب من ناحية الملتقى، جنوب غرب كركوك. | تنظيم الدولة الإسلامية (داعش)                 | الحرب الأهلية العراقية (2014–الآن)             |
| 29      | إطلاق نار                          | 2       | 0       | إدارة ديفا، النيجر                         | قُتل جنديان على الأقل خلال الليل عندما قاوموا هجومًا من جانب جهاديين يشتبه في انتمائهم إلى بوكو حرام في جنوب شرق النيجر. | بوكو حرام                                     | تمرد بوكو حرام                                 |
| 29      | كمين                               | 4       | 0       | باي، الصومال                               | قتل عقيد في الجيش الصومالي وثلاثة جنود في أعقاب هجوم شنه مسلحون من حركة الشباب على قافلة في محافظة باي في جنوب الصومال. | الشباب (تنظيم صومالي)                         | الحرب في الصومال (2009–الآن)                   |
| 30      | تفجير                              | 8       | 1       | منطقة كورم، باكستان                        | قتل ما لا يقل عن ثمانية أشخاص من عائلة واحدة وأصيب آخر بسبب انفجار قنبلة في منطقة مقبل في منطقة كورم العليا. | طالبان باكستان (مشتبه به)                     | الحرب في شمال غرب باكستان                      |
| 30      | إطلاق نار                          | 5       | 4       | برنو (ولاية)، نيجيريا                      | وقتل جهاديون من بوكو حرام ما لا يقل عن خمسة من قاطعي الأخشاب في شمال شرق نيجيريا. وأصيب أربعة آخرون في الهجوم. | بوكو حرام                                     | تمرد بوكو حرام                                 |
| 30      | تفجير سيارة انتحارية               | 22 (+1) | العديد  | محافظة شبوة، اليمن                         | لقى حوالى 22 جنديا من الجنود اليمنيين الذين تم تجنيدهم حديثا مصرعهم عندما ضرب تفجير انتحارى بسيارة مفخخة نقطة تفتيش عسكرية في محافظة شبوة الجنوبية الشرقية. وأصيب آخرون في الهجوم. | تنظيم القاعدة في جزيرة العرب                  | الحرب الأهلية اليمنية (2015-الآن)              |
| 30      | تفجير                              | 0       | 2       | الموصل، العراق                             | انفجرت عبوة ناسفة زرعها تنظيم الدولة الإسلامية داخل أحد المنازل في مدينة الموصل القديمة، مما أدى إلى إصابة رجل وزوجته. | تنظيم الدولة الإسلامية (داعش)                 | الحرب الأهلية العراقية (2014–الآن)             |
| 30      | تفجير                              | 1       | 3       | باري، الصومال                              | انفجرت قنبلة على جانب الطريق في عربة عسكرية تحمل جنودا من بونتلاند بالقرب من تلال جلجلة بمحافظة باري، مما أسفر عن مقتل جندي واحد على الأقل وإصابة 3 آخرين. | الشباب (تنظيم صومالي)                         | الحرب في الصومال (2009–الآن)                   |
| 30      | تفجير سيارة مفخخة                  | 1       | 2       | محافظة إدلب, سوريا                         | قتل عامل دعم مدني للقوات المسلحة التركية في هجوم إرهابي بسيارة ملغومة على قافلة عسكرية في محافظة إدلب بشمال غرب سوريا. كما اصيب جندى تركى وموظف مدنى اخر بجراح في الانفجار. | وحدات حماية الشعب / حزب العمال الكردستاني     | الحرب الأهلية السورية                          |
| 31      | تفجير                              | 2       | 7       | Bourem Cercle, مالي                        | مقتل جنديين ماليين وإصابة سبعة آخرين عندما اصطدمت مركبتهم بعبوة ناسفة بالقرب من غاو في شمال مالي. | القاعدة في بلاد المغرب الإسلامي               | الصراع في شمال مالي, التمرد في المغرب العربي   |
| 31      | إطلاق نار، تفجير                   | 3       | 2       | قضاء الحويجة, العراق                       | اغتال تنظيم الدولة الاسلامية جنرال سابق للجيش العراقي في جنوب غرب كركوك. وفي حادث آخر، قتل اثنان من ضباط الشرطة وأصيب اثنان بجروح أثناء محاولتهما إبطال عبوة ناسفة. | تنظيم الدولة الإسلامية (داعش)                 | الحرب الأهلية العراقية (2014–الآن)             |
| 31      | تفجير                              | 1       | 3       | محافظة بغداد, العراق                       | قتل مدني وأصيب ثلاثة آخرون بجروح عندما اصطدمت عربتهم بقنبلة على جانب الطريق في قضاء التاجي بمحافظة بغداد. | تنظيم الدولة الإسلامية (داعش)                 | الحرب الأهلية العراقية (2014–الآن)             |
| 31      | تفجيرات انتحارية                   | 4 (+2)  | 44      | Konduga, نيجيريا                           | قتل أربعة أشخاص وأصيب 44 آخرون بجروح في هجمات انتحارية متعددة في جماعة كوندوغا ومخيم دالوري للمشردين داخليا. | بوكو حرام                                     | تمرد بوكو حرام                                 |